# Галанчожская природная арка
Галанчожская природная арка — скала в Галанчожском районе Чечни, Россия.
Расположена на дороге по направлению к Галанчожскому озеру. Представляет собой природный объект естественного происхождения, который был внесён в реестр особо охраняемых природных объектов в СССР.
Арка стоит чуть выше места слияния горных река Гехи и Осу-хи на северном склоне горы Верг-Лам на высоте около 1600 метров над уровнем моря. Высота арки составляет около 20 метров. Сквозь арку проходит гравийная автодорога с большими перепадами высоты, которая поднимается с самого начала ущелья реки Гехи и проходит выше до озера Галанчож.